# Gobiodon
Gobiodon ist eine Fischgattung aus der Familie der Grundeln. Die Arten dieser Gattung leben in den Korallenriffen des Indopazifik versteckt in ästigen Steinkorallen (Scleractinia) der Gattung Acropora und der Familie Pocilloporidae, oft vergesellschaftet mit Pelzgroppen und Porzellankrebsen. Die schlechten Schwimmer leben ständig zwischen den Ästen und verteidigen die Korallen gegen Fressfeinde wie Falterfische und Feilenfische. Zum Laichen nagen sie ein kleines Stück Korallengewebe ab und kleben ihre Eier an die kahle Stelle. Die Haut der Korallengrundeln ist schuppenlos und mit einem giftigen Schleim bedeckt, der sie vor Fressfeinden schützt. Sie werden 2 bis 6,5 Zentimeter groß. Korallengrundeln leben von Zooplankton, auch von solchem das die Korallenpolypen schon zum eigenen Verzehr eingefangen haben.

## Arten
- Gobiodon acicularis
- Schwarzweiße Korallengrundel (Gobiodon albofasciatus)
- Gobiodon albolineatus
- Gobiodon aoyagii Shibukawa et al., 2013
- Gobiodon ater
- Gobiodon atrangulatus
- Gobiodon axillaris
- Gobiodon bilineatus
- Gobiodon brochus
- Gobiodon ceramensis
- Zitronengrundel (Gobiodon citrinus)
- Gobiodon erythrospilus
- Gobiodon fulvus
- Gobiodon fuscoruber
- Gobiodon heterospilos
- Blaupunkt-Korallengrundel (Gobiodon histrio)
- Gobiodon irregularis
- Gobiodon micropus
- Gobiodon multilineatus
- Gobiodon oculolineatus
- Okinawagrundel, Gelbe Korallengrundel (Gobiodon okinawae)
- Fünfstreifen-Grundel, Braune Korallengrundel (Gobiodon quinquestrigatus)
- Gobiodon reticulatus
- Rotstreifen-Grundel (Gobiodon rivulatus)
- Gobiodon spilophthalmus
- Schwarzstreifen Korallengrundel (Gobiodon unicolor)

Nahe verwandt ist die Gattung Paragobiodon, deren Kopf mit kleinen Stacheln bedeckt ist und die auch die gleiche Lebensweise hat.